# Es begann bei Tiffany
Es begann bei Tiffany is een Duitse televisiefilm uit 1979, geregisseerd door Wolfgang Becker met in de hoofdrol Rutger Hauer.

## Verhaal
John Ryder is een succesvolle overvaller. Alleen de overvallen op de geldtransporten van de firma Armbruster mislukken elke keer. Als hij op bezoek gaat bij meneer Petitjean, een vriend van zijn vader, verneemt hij dat Armbruster ook in Duitsland actief is. Samen beramen ze het plan om Armbruster geld afhandig te maken door een nepbank op te zetten.